# Ancy
Ancy är en kommun i departementet Rhône i regionen Auvergne-Rhône-Alpes i östra Frankrike. Kommunen ligger i kantonen Tarare som tillhör arrondissementet Villefranche-sur-Saône. År 2022 hade Ancy 674 invånare.

## Befolkningsutveckling
Antalet invånare i kommunen Ancy
| Referens: INSEE |